# Santa Maria de Ramoneda
Santa Maria de Ramoneda és una església del municipi de la Baronia de Rialb (Noguera) que forma part de l'Inventari del Patrimoni Arquitectònic de Catalunya.

## Descripció
És un edifici d'una nau, coberta amb volta de canó reforçada per un arc toral, que arrenca de pilastres rectangulars, amb impostes bisellades. L'absis semicircular, amb una finestra de doble esqueixada, és precedit per un arc presbiteral, actualment paredat que el converteix en sagristia. Al mur nord s'obre un petit absis semicircular que es mostra exteriorment com una protuberància. Trobem altres edificis d'aquesta contrada que també tenen aquesta mena d'absis lateral, n'hi ha a la serra de Comiols i a la mateixa Baronia de Rialb. La porta és resolta amb un arc de mig punt. A ponent es dreça un campanar d'espadanya, d'un ull. Els murs són llisos a l'absis, però, trobem motius llombards: lesenes i arcuacions. L'interior és arrebossat i el parament és de carreuons ben escairats, disposats ordenadament en filades. Es tracta d'un edifici propi del segle xi que mostra formes pròpies de l'evolució de l'arquitectura llombarda.

## Història
El lloc de Ramoneda és documentat el 1092, quan és citat com a afrontació oriental d'un mas que fou donat a l'església del Sant Sepulcre de la Seu d'Urgell. També s'esmenta Ramoneda, com afrontació occidental del terme de Gavarra, en un altre documents de l'any 1095, pel qual el vescomte Guerau Ponç II de Cabrera i la seva muller Estefania donen a l'església de Santa Maria de la Seu d'Urgell el castell de Gavarra, amb tots els seus termes i pertinences. Cal esperar el 1335 per a tenir la primera referència directa de l'església. Segons un document recopilat per Jaume Pasqual, en aquesta data es tenen notícies d'un rector de Ramoneda, Bernat de Turbiàs.